# Calea ferată Suceava–Gura Humorului
| STR | leer |

| BHF | leer |

| STR | STR+l |

| STR | BHF |

| ABZgl | ABZgr |

| BS2l | BS2r |

| hKRZWae |

| HST |

| HST |

| HST |

| TUNNEL1 |

| HST |

| HST |

| eABZg+r |

| HST |

| STR |

| STR | leer |

| BHF | leer |

| STR | STR+l |

| STR | BHF |

| ABZgl | ABZgr |

| BS2l | BS2r |

| hKRZWae |

| HST |

| HST |

| HST |

| TUNNEL1 |

| HST |

| HST |

| eABZg+r |

| HST |

| STR |

Calea ferată Suceava–Gura Humorului este o cale ferată principală din România. Ea traversează partea de sud a regiunii istorice Bucovina. 

## Istoric
În timpul Imperiului Austro-Ungar, din localitatea Dărmănești de pe Calea ferată Cernăuți–Suceava a fost pusă în funcțiune în anul 1888 un traseu de cale ferată către Câmpulung Moldovenesc. 
După primul război mondial, Bucovina a devenit parte componentă a României; calea ferată a fost preluată de către compania românească CFR. În 1940, linia de cale ferată de la Dărmănești la Câmpulung Moldovenesc a devenit punctul de plecare al unei căi ferate importante care traversa Carpații Orientali înspre Transilvania.
În orice caz, traseul prin Dărmănești - datorită schimbării apartenenței teritoriale a Bucovinei - era incomod și, din cauza gradientului curbelor, puțin rentabil. În plus, cele două gări din reședința de județ Suceava erau departe de centrul orașului.
După terminarea celui de-al doilea război mondial, guvernul român a hotărât să construiască o nouă linie de cale ferată care pornea dintre gările Suceava (anterior Burdujeni) și Suceava Nord (anterior Ițcani), traversa orașul Suceava pe la vest și trebuia să se conecteze în Păltinoasa la Calea ferată Dărmănești-Câmpulung Moldovenesc. Lucrările de construcție au început în 1951, dar au trebuit să fie suspendate în 1955 din cauza unor probleme financiare și s-au reluat abia în 1959.  La 23 august 1964, noua cale ferată a fost pusă în funcțiune.  În timpul construcției au fost distruse unele vestigii arheologice valoroase. 
Într-un timp scurt, traseul nou construit a depășit ca importanță vechea linie care pornea de la Dărmănești.
La începutul anilor 2000, Gara Păltinoasa a primit numele de Gara Gura Humorului, iar gara situată mai la vest, inițial cunoscută sub denumirea de Gura Humorului, a fost redenumită Gura Humorului Oraș.

## Situație actuală
Calea ferată Suceava–Gura Humorului are o singură linie și este electrificată. Ea face parte din magistrala de cale ferată 502 de la Suceava la Ilva Mică. Pe acest tronson circulă zilnic între patru și opt trenuri personale și accelerate. Acest traseu de cale ferată are importanță și în transportul de marfă.

## Imagini

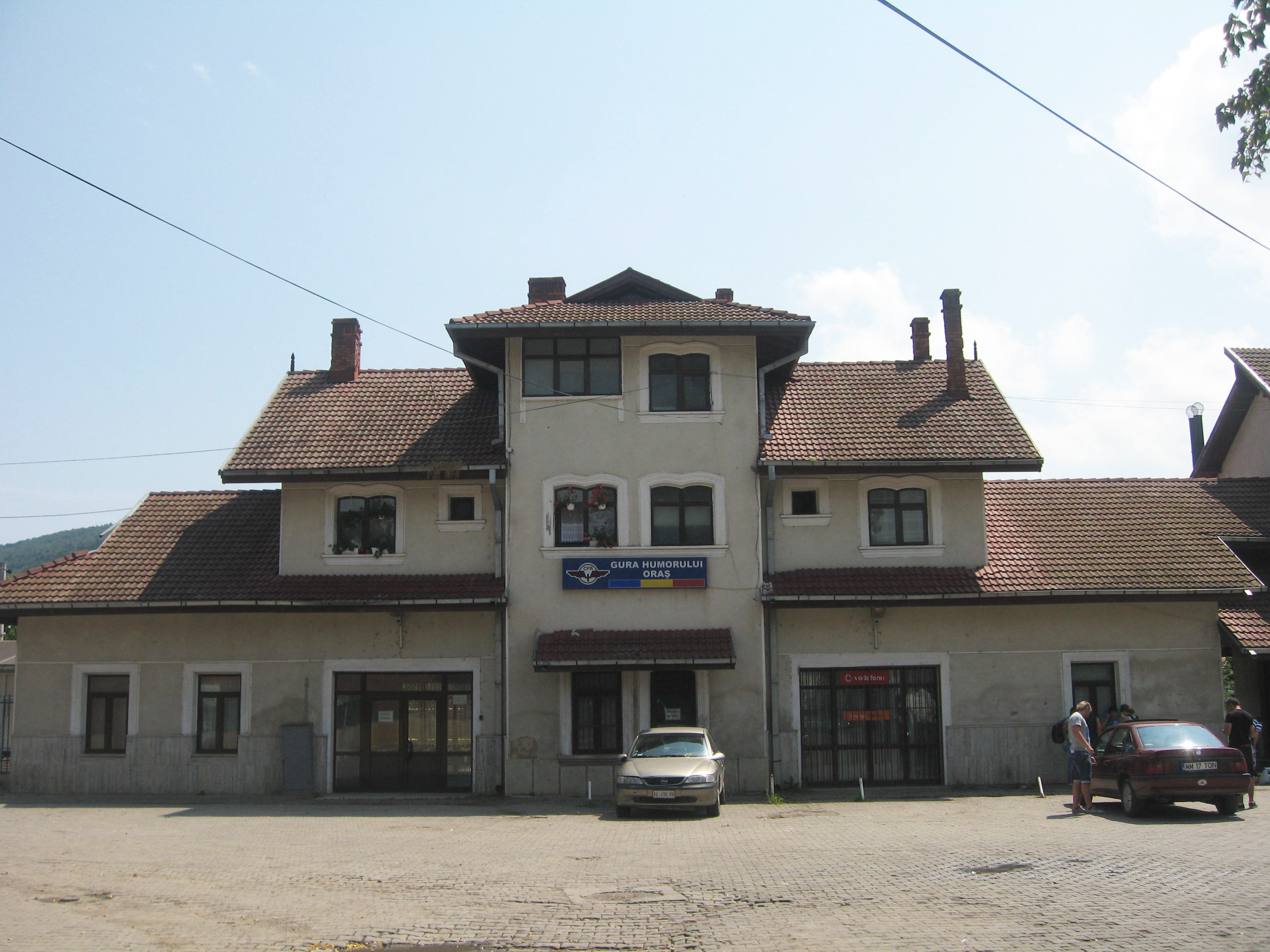
Gara din Gura Humorului (Gura Humorului Oraş)